# Como Calcio 1978-1979
Questa voce raccoglie le informazioni riguardanti il Como Calcio nelle competizioni ufficiali della stagione 1978-1979.

## Stagione
Nella stagione 1978-79 il Como ha vinto il girone A della Serie C1 con 50 punti in classifica, è stato così promosso in Serie B assieme al Parma, secondo a 44 punti.
In Coppa Italia Semiprofessionisti il Como è stato eliminato agli ottavi di finale dalla Reggiana.

## Rosa
| N. |                   | Ruolo | Calciatore         |
| -- | ----------------- | ----- | ------------------ |
|    | Italia (bandiera) | P     | Villiam Vecchi     |
|    | Italia (bandiera) | P     | Antonello Sartorel |
|    | Italia (bandiera) | P     | Michele Pintauro   |
|    | Italia (bandiera) | D     | Franco Campidonico |
|    | Italia (bandiera) | D     | Luigi Gozzoli      |
|    | Italia (bandiera) | D     | Roberto Melgrati   |
|    | Italia (bandiera) | D     | Sergio Elli        |
|    | Italia (bandiera) | D     | Franco Pancheri    |
|    | Italia (bandiera) | D     | Alfredo Savoldi    |
|    | Italia (bandiera) | D     | Pietro Vierchowod  |
|    | Italia (bandiera) | D     | Paolo Zanoli       |

| N. |                   | Ruolo | Calciatore          |
| -- | ----------------- | ----- | ------------------- |
|    | Italia (bandiera) | C     | Giancarlo Centi     |
|    | Italia (bandiera) | C     | Ennio Fiaschi       |
|    | Italia (bandiera) | C     | Felice Garagiola    |
|    | Italia (bandiera) | C     | Gianfranco Matteoli |
|    | Italia (bandiera) | C     | Renato Pellegri     |
|    | Italia (bandiera) | C     | Doriano Pozzato     |
|    | Italia (bandiera) | C     | Mario Stefanelli    |
|    | Italia (bandiera) | A     | Ezio Cavagnetto     |
|    | Italia (bandiera) | A     | Massimo Mancini     |
|    | Italia (bandiera) | A     | Marco Nicoletti     |
|    | Italia (bandiera) | A     | Enrico Todesco      |

## Risultati

### Campionato

#### Girone di andata
| Casale Monferrato 1º ottobre 1978, ore 15.00 1ª giornata | Juniorcasale | 0 – 0 | Como | Stadio Natale Palli |

| Como 8 ottobre 1978, ore 15.00 2ª giornata | Como | 1 – 0 | Biellese | Stadio Giuseppe Sinigaglia |

| Piacenza 15 ottobre 1978, ore 15.00 3ª giornata | Piacenza | 1 – 1 | Como | Stadio Galleana |

| Como 22 ottobre 1978, ore 15.00 4ª giornata | Como | 3 – 1 | Triestina | Stadio Giuseppe Sinigaglia |

| Novara 29 ottobre 1978, ore 15.00 5ª giornata | Novara | 2 – 0 | Como | Stadio Comunale |

| Como 5 novembre 1978, ore 15.00 6ª giornata | Como | 3 – 1 | Lecco | Stadio Giuseppe Sinigaglia |

| Reggio nell'Emilia 12 novembre 1978, ore 15.00 7ª giornata | Reggiana | 0 – 0 | Como | Stadio Mirabello |

| Como 19 novembre 1978, ore 15.00 8ª giornata | Como | 1 – 1 | Spezia | Stadio Giuseppe Sinigaglia |

| Cremona 26 novembre 1978, ore 15.00 9ª giornata | Cremonese | 0 – 2 | Como | Stadio Giovanni Zini |

| Como 3 dicembre 1978, ore 15.00 10ª giornata | Como | 3 – 0 | Forlì | Stadio Giuseppe Sinigaglia |

| Mantova 10 dicembre 1978, ore 15.00 11ª giornata | Mantova | 0 – 0 | Como | Stadio Danilo Martelli |

| Como 17 dicembre 1978, ore 15.00 12ª giornata | Como | 2 – 1 | Alessandria | Stadio Giuseppe Sinigaglia |

| Parma 30 dicembre 1978, ore 15.00 13ª giornata | Parma | 3 – 0 | Como | Stadio Ennio Tardini |

| Como 7 gennaio 1979, ore 15.00 14ª giornata | Como | 1 – 0 | Padova | Stadio Giuseppe Sinigaglia |

| Como 14 gennaio 1979, ore 15.00 15ª giornata | Como | 0 – 0 | Treviso | Stadio Giuseppe Sinigaglia |

| Modena 21 gennaio 1979, ore 15.00 16ª giornata | Modena | 1 – 2 | Como | Stadio Alberto Braglia |

| Como 28 gennaio 1979, ore 15.00 17ª giornata | Como | 2 – 0 | Trento | Stadio Giuseppe Sinigaglia |

#### Girone di ritorno
| Como 4 febbraio 1979, ore 15.00 17ª giornata | Como | 1 – 0 | Juniorcasale | Stadio Giuseppe Sinigaglia |

| Biella 11 febbraio 1979, ore 15.00 19ª giornata | Biellese | 1 – 1 | Como | Stadio Lamarmora |

| Como 18 febbraio 1979, ore 15.00 20ª giornata | Como | 2 – 0 | Piacenza | Stadio Giuseppe Sinigaglia |

| Trieste 25 febbraio 1979, ore 15.00 21ª giornata | Triestina | 0 – 0 | Como | Stadio Giuseppe Grezar |

| Como 4 marzo 1979, ore 15.00 22ª giornata | Como | 2 – 0 | Novara | Stadio Giuseppe Sinigaglia |

| Lecco 11 marzo 1979, ore 15.00 23ª giornata | Lecco | 0 – 0 | Como | Stadio Rigamonti |

| Como 25 marzo 1979, ore 15.00 24ª giornata | Como | 1 – 0 | Reggiana | Stadio Giuseppe Sinigaglia |

| La Spezia 1º aprile 1979, ore 15.00 25ª giornata | Spezia | 0 – 1 | Como | Stadio Alberto Picco |

| Como 8 aprile 1979, ore 15.00 26ª giornata | Como | 2 – 0 | Cremonese | Stadio Giuseppe Sinigaglia |

| Forlì 22 aprile 1979, ore 15.00 27ª giornata | Forlì | 1 – 1 | Como | Stadio Tullo Morgagni |

| Como 29 aprile 1979, ore 15.00 28ª giornata | Como | 2 – 0 | Mantova | Stadio Giuseppe Sinigaglia |

| Alessandria 6 maggio 1979, ore 15.00 29ª giornata | Alessandria | 0 – 1 | Como | Stadio Giuseppe Moccagatta |

| Como 13 maggio 1979, ore 15.00 30ª giornata | Como | 2 – 1 | Parma | Stadio Giuseppe Sinigaglia |

| Padova 20 maggio 1979, ore 15.00 31ª giornata | Padova | 2 – 1 | Como | Stadio Silvio Appiani |

| Treviso 27 maggio 1979, ore 15.00 32ª giornata | Treviso | 1 – 0 | Como | Stadio Omobono Tenni |

| Como 3 giugno 1979, ore 15.00 33ª giornata | Como | 2 – 1 | Modena | Stadio Giuseppe Sinigaglia |

| Trento 9 giugno 1979, ore 15.00 34ª giornata | Trento | 0 – 2 | Como | Stadio Briamasco |